# S-甲基半胱氨酸-S-氧化物
S-甲基半胱氨酸-S-氧化物是一种有机硫化合物，化学式为CH
3S(O)CH
2CH(NH
2)CO
2H，它是S-甲基半胱氨酸的硫氧化物（亚砜），是洋蔥（sp Allium）味的来源。它可由谷胱甘肽通过生物途径产生。